# Paul C. Martin (Physiker)
Paul Cecil Martin (* 31. Januar 1931 in Brooklyn; † 19. Juni 2016 in Belmont, Boston) war ein US-amerikanischer theoretischer Physiker, der sich mit statistischer Mechanik und Vielteilchentheorie sowie mit Chaostheorie befasst.
Martin studierte an der Harvard University mit dem Bachelor-Abschluss 1951, dem Master-Abschluss 1952 und der Promotion bei Julian Schwinger 1954. Als Post-Doktorand war er 1955 an der University of Birmingham und 1956 am Niels-Bohr-Institut in Kopenhagen. 1957 wurde er Assistant Professor und 1964 Professor für Physik in Harvard, wo er 1977 bis 1992 Dekan war und seit 1982 John Hasbrouck Van Vleck Research Professor of Pure and Applied Physics. Er war unter anderem Gastprofessor an der Universität Paris, an der École Normale Supérieure und am Kernforschungszentrum in Saclay.
In der Vielteilchenphysik verfasste er unter anderem eine fundamentale Arbeit mit Julian Schwinger 1959.
1966 und 1972 war er Guggenheim Fellow und 1959 bis 1963 Sloan Research Fellow. Seit 1968 war er Mit-Herausgeber der Annals of Physics. Er war Mitglied der National Academy of Sciences, der American Academy of Arts and Sciences (1963), der American Association for the Advancement of Science, der New York Academy of Sciences und Fellow der American Physical Society.

## Schriften
- mit Julian Schwinger: Theory of many-particle systems. In: Physical Review. Band 115, 1959, S. 1342.
- mit Leo Kadanoff: Hydrodynamic equations and correlation functions. In: Annals of Physics. Band 24, 1963, S. 419.
- mit Cyrano de Dominicis: Stationary entropy principle and renormalization in quantum systems. I, II. In: Journal of Mathematical Physics. Band 5, 1964, S. 14.
- mit P. C. Hohenberg: Microscopic theory of helium. In: Annals of Physics. Band 34, 1965, S. 291.
- mit E. D. Siggia, H. A. Rose: Statistical dynamics of classical systems. In: Phys. Rev. A. Band 8, 1973, S. 423.
- mit B. Shraiman, C. E. Wayne: Scaling theory for noisy period-doubling transitions to chaos. In: Physical Review Letters. Band 46, 1981, S. 935.